# Stephania abyssinica
Stephania abyssinica är en tvåhjärtbladig växtart som först beskrevs av Johann Jacob Dillenius och A. Rich., och fick sitt nu gällande namn av Wilhelm Gerhard Walpers. Stephania abyssinica ingår i släktet Stephania och familjen Menispermaceae. Utöver nominatformen finns också underarten S. a. tomentella.